# Фредді Крюгер
Фредерік «Фредді» Чарльз Крюгер (англ. Frederick «Freddy» Charles Krueger) — вигаданий маніяк-вбивця, головний негативний персонаж кіносеріалу жахів «Кошмар на вулиці В'язів». Багатьма критиками визнаний культовим кіноперсонажами. Вперше з'являється у фільмі Веса Крейвена «Кошмар на вулиці В'язів» 1984 року в образі чоловіка з обгорілим до м'язів і кісток обличчям, у червоному в темно-зелену смужку светрі і коричневому капелюсі. На правій руці носить рукавичку з гострими металевими лезами на кінчиках пальців. Може вбивати людей в їх же снах, але іноді проривається і в реальний світ, де продовжує наводити страх і жах. У снах Крюгер практично невразливий і може відроджуватися після загибелі. Коли Крюгер виявляється в реальному світі, він виглядає так само, як до своєї смерті.
Персонажа створив режисер і сценарист Вес Крейвен, а роль маніяка виконав актор Роберт Інглунд, що зіграв Крюгера в 8 фільмах і телевізійному серіалі. У рімейку 2010 його зіграв Джекі Ерл Гейлі.

## Біографія

### До подій фільму
Мати Фредді Крюгера — черниця Аманда Крюгер, яка прийняла в чернецтві ім'я Мері Хелена, — будучи молодою дівчиною, працювала в лікарні для душевнохворих. Одного разу її випадково замкнули у вежі, де містилися сотні божевільних маніяків. Вони сховали Аманду і ґвалтували впродовж декількох тижнів, а коли її знайшли, з'ясувалося, що вона вагітна. Після народження дитини, названого Фредеріком, Аманда божеволіє, і хлопчика спочатку віддають у притулок, а потім знаходять прийомну сім'ю, де він терпів побої від свого вітчима-алкоголіка, містера Андервуда. У віці 18 років хлопчик вбиває Андервуда, але через нестачу доказів Фред не несе відповідальності за його смерть. Відносини з однокласниками також не склалися — Фредді був вигнанцем, у школі хлопчика дражнили, називаючи «виродком від сотні маніяків» (англ. Bastard Son Of A Hundred Maniacs).

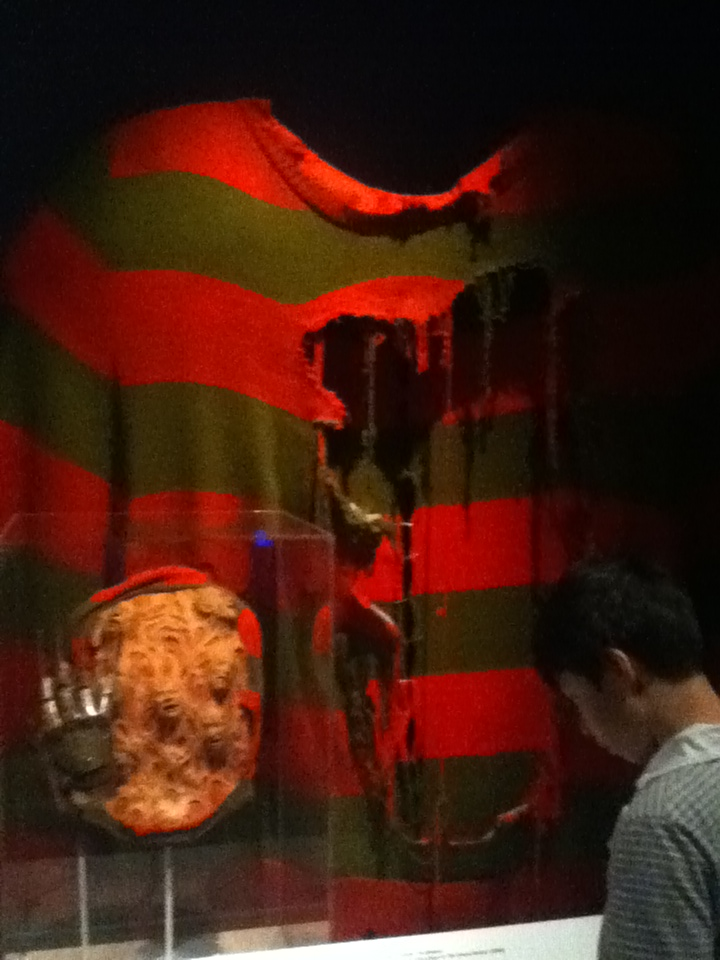

Наступний, показаний у фільмах, період — сімейне життя. Він одружився з жінкою на ім'я Лоретта, і у нього народилася дочка Кетрін. Про те, як зародилися садистські нахили Крюгера, також нічого точно не відомо (крім епізоду з шкільного життя, в якому Фредді дістає гризуна з клітки шкільного зоокуточка і вбиває тварину великим молотком). Незабаром Крюгер починає викрадати і вбивати дітей — його жертвами стають діти, які проживають на вулиці В'язів. Згодом Лоретта розуміє, що її чоловік і є маніяк, і жінка стає наступною жертвою Крюгера: він вбиває її просто на очах у маленької Кетрін. Місцева влада починає підозрювати Крюгера в причетності до вбивств і забирають Кетрін до притулку, позбавивши Крюгера батьківських прав. У підсумку Фреда заарештовують, а його мати, за чутками, покінчила з собою, повісившись у одній з веж психіатричної лікарні Уест-Хіллс незабаром після суду над сином.
Історія закінчилася трагічно — влада викрила Крюгера, але через формальну помилку слідства його були змушені відпустити. Тоді розлючені батьки вбитих ним дітей знайшли його в котельні, де він працював сторожем, і заживо спалили. Перед смертю Фредді з'явилися Демони снів (англ. Dream Demons). Вони запропонували йому угоду — Крюгер віддасть їм свою душу, а вони натомість дарують Фредді нове життя. Сцена показана у фільмі «Фредді мертвий. Останній кошмар». Що було з Крюгером з того моменту, як він помер, і до воскресіння в царстві снів, і скільки саме часу пройшло, у фільмах ніколи не згадується, хоча у першої картини є віддалена сцена, в якій Мардж, мати героїні на ім'я Ненсі, розмовляє зі своїм колишнім чоловіком, лейтенантом Томпсоном, згадуючи події «10-річної давності». Крім того, в книзі «Фредді проти Джейсона» — новелізації фільму, написаної Стівеном Хендом — йдеться, що арешт і вбивство Крюгера відбулися в 1966 році.

### Фільми
З тих пір Фредді приходить до своїх жертв у снах. Тепер він став ще небезпечнішим через невразливість і зупинити його практично неможливо. Крюгер харчується страхом, а потім і душами дітей — тому, перш ніж вбити жертву, Крюгер завдає їй страждання, втілюючи в життя її індивідуальні фобії.
Дія першого фільму «Кошмар на вулиці В'язів» відбувається в 1981 році — Фредді почав переслідувати Ненсі Томпсон і її друзів — Тіну, Рода і Глена, оскільки саме їх батьки були в групі, яка вбила Фредді багато років тому. В кінці фільму Крюгер вбиває матір Ненсі і всіх її друзів. Ненсі вдається впоратися з неспокійним духом і зупинити його, але лише на час.
Через п'ять років у фільмі «Помста Фредді» Крюгер вселяється в тіло Джессі Уолша — юнака, що переїхав разом зі своєю родиною в будинок № 1428 на вулиці В'язів, де раніше жила Ненсі, героїня першої частини. За допомогою хлопчика Фредді з'являється в реальності і вбиває вчителя фізкультури, друга Джессі, Грейді, і хлопців на вечірці, влаштованій його подругою Лізою. Зрештою Лізі вдається допомогти Джессі вигнати з його тіла Крюгера. Однак неоднозначний фінал залишає невідомої долю Джесі і Лізи.
Через кілька років Крюгер зустрічається з вже дорослішою Ненсі в третій серії під назвою «Воїни сну». Ненсі, випускниця коледжу, влаштовується на роботу в місцеву психіатричну лікарню Уест-Хіллс, в якій знаходяться підлітки, що переживають наслідки нічних зустрічей з Крюгером. Заручившись підтримкою штатного психолога Нілу Гордона, Ненсі намагається знайти спосіб покінчити з маніяком раз і назавжди. У процесі з'ясовуються подробиці народження Фредді, і привид його матері, черниці Мері Хелени, підказує, як упокоїти душу вбивці. У фіналі картини, перед своєю смертю, Крюгер вбиває Ненсі.
У наступній частині — «Повелитель снів» — через рік колишнім пацієнтам психіатричної лікарні Крістін, Джоуї і Кінкейду належить знову зіткнутися з тим, хто переслідував їх в кошмарах. Вони стають останніми жертвами, чиї батьки спалили Крюгера багато років тому. Тепер їх друзям необхідно навчитися протистояти маніякові зі снів. Крюгер знаходить сильного супротивника в особі дівчини Еліс, якій вдається вивільнити душі убитих дітей, що розірвали Крюгера зсередини.
Ще через один рік в п'ятому фільмі «Дитя сну» після закінчення школи гине Ден — хлопець Еліс. Дівчина дізнається, що вагітна, а Фредді знову знаходить спосіб повернутися — за допомогою снів її ненародженого сина. Люди знову починають гинути. Але Еліс вдається врятувати себе і свою дитину.
Протягом досить тривалого проміжку часу Фредді вдалося вбити практично всіх дітей і підлітків міста. У шостій частині «Фредді мертвий: Останній кошмар» юнак, якого влада нарекла ім'ям Джон Доу, останній залишився в живих, намагається врятуватися з кривавого міста Спрінгвуд і потрапляє з амнезією в сусіднє містечко. Там він зустрічає Меггі — соціального працівника — і її підопічних. Щоб допомогти Джону згадати, хто він, Меггі з хлопцями приїжджає в Спрінгвуд. Там вона дізнається страшну правду про своє минуле — вона і є дочка відомого маніяка Фредді Крюгера, прозваного «Рубакою зі Спрінгвуда». Тим часом Крюгер вбиває Джона і ще кількох хлопців. Меггі дізнається подробиці життя і смерті батька, а також деталі угоди Крюгера з Демонами снів, що дозволяє їй, нарешті, відправити Фредді в Пекло.
Так як передбачалося, що шостий фільм стане останнім, автори вирішили відродити популярного героя оригінальним способом — у фільмі «Новий кошмар Уеса Крейвена» вони перенесли дію на знімальний майданчик серіалу, де Фредді Крюгер «сходить з екрану» і починає переслідувати родину актриси Хізер Ландженкамп, яка відіграла Ненсі Томпсон у двох фільмах. Режисер і сценарист Уес Крейвен мріяв зняти такий фільм уже давно, і пізніше він знову втілив ідею в своїх фільмах «Крик 2» і «Крик 3». Хізер Ландженкамп зіграла саму себе, як і багато акторів серіалу, що з'явилися в епізодах, — Хсу Гарсіа (роль Рода Лейна), Т'юсдей Найт (роль Крістін Паркер), а також сам Уес Крейвен, глава компанії Роберт Шей і виконавчий продюсер Сара Рішер. Інших героїв — вигаданого сина актриси Ділана (Міко Хьюз) і чоловіка Чейза (Девід Ньюсом) — зіграли актори, ніякими родинними узами не зв'язані з Хізер. Ім'я Фредді Крюгера з'являється в титрах з позначкою «виконав роль самого себе» нарівні з актором Робертом Інглунда, беззмінним — аж до 2010 року — виконавцем ролі Крюгера. У ході розвитку сюжету з'ясовується, що кошмари переслідують Крейвена давно, а сам Фредді є ніщо інше, як втілення вселенського зла, з яким може впоратися тільки Хізер, востаннє «зігравши роль» Ненсі. Крюгеру оновили грим і рукавичку, а також повернулися до початкової концепції персонажа, зробивши його більш жорстоким, мовчазним і страхітливим.
В кросовері «Фредді проти Джейсона» доросле населення Спрінгвуд ховає будь-яку інформацію про Крюгера, щоб ніхто з підлітків не зміг дізнатися про його існування. А тих, хто знає правду про Крюгера, відправили на примусове лікування в психіатричну лікарню, де підліткам прописують експериментальний препарат під назвою «Гіпноціл» (англ. Hypnocil), вживаючи який, діти перестають бачити сни. Фредді знаходить спосіб повернутися, будучи мовчазної маніякові Джейсону в образі його вбитої матері Памели Вурхиз, а потім направляє в Спрінгвуд, щоб нагадати дітям міста про себе. Але все виходить з-під контролю, коли Вурхиз розуміє, що Крюгер використовував його. Між двома жорстокими маніяками починається кривава битва — вона починається на вулиці В'язів, а закінчується на березі Кришталевого озера. Джейсон піднімається з його вод з головою Фредді. Перед самими титрами Фредді встигає «хитро підморгнути» — це дає зрозуміти, що боротьба з «маніяком з вулиці В'язів» ще не закінчена.
У 2010 році на світові екрани виходить ремейк першого фільму, «Кошмар на вулиці В'язів», головну роль в якому виконав Джекі Ерл Гейлі. У новій версії історія починається на початку 90-х років, коли Фред Крюгер працював у дитячому садку міста Спрінгвуд. Він сексуально розбестив кількох дітей, які розповіли про те, що трапилося батькам. Коли поліція не змогла знайти Крюгера, батьки самі вистежують його і спалюють живцем в котельні, де він ховався. Основна дія відбувається в наші дні, де подорослішали герої починають бачити у своїх снах Крюгера, а потім гинути таємничим чином. Ненсі Холбрук і Квентін Сміт починають шукати причину загадкових смертей. Зрештою їм вдається згадати, що вони ходили в той самий дитсадок. Тоді Ненсі засинає і витягує Крюгера в реальний світ, де герої знову спалюють маніяка. Повернувшись з лікарні разом з матір'ю, Ненсі бачить у дзеркалі Крюгера, який хапає жінку і затягує її прямо крізь скло у невідомість.

### Телебачення
Инглунд знову виконав роль Крюгера в серіалі «Кошмари Фредді», прем'єра якого відбулася 9 жовтня 1988. Аналогічно структурі серіалу «Байки зі склепу», Фредді Крюгер виступає в ролі ведучого серіалу, з'являючись на початку і наприкінці епізоду, хоча іноді сам Крюгер є героєм епізоду. Серіал протримався два сезони, і в ефір вийшло 44 серії — показ закінчився 10 березня 1990.
Епізод "No More Mr. Nice Guy "показує події, лише згадані у фільмах, — суд над Крюгером, виправдувальний вирок, самосуд. За версією серіалу, Крюгера відпустили з тієї формальності, що офіцер Тім Блокер, що проводив затримання, що не зачитав Крюгеру його права, тим самим порушивши так зване «правило Міранди», хоча у фільмах було сказано, що "хтось не поставив потрібні підписи на ордері на обшук ". Крім того, в епізоді йдеться, що Крюгер керував фургончиком з продажу морозива, тим самим приваблюючи дітей, викрадаючи їх, а потім вбиваючи. Після смерті перенароджений дух Крюгера починає переслідувати офіцера блокерів, зрештою вбиваючи його. Епізод «Sister's Keeper» є сіквелом пілота, в якому Крюгер тероризує дочок блокерів, сестер-близнючок. У підсумку він підлаштовує все так, що одну з сестер вважають винною у вбивстві іншого. Хоча серія є продовженням першого епізоду, вона була сьомою за рахунком в сезоні.
Крім того, передбачалося, що в 2005 році в ефір каналу CBS вийде реаліті-шоу «Кошмар на вулиці В'язів: Справжні кошмари» (англ. A Nightmare On Elm Street: Real Nightmares), де Инглунд знову зіграє роль Крюгера, але постане в образі ведучого, що пропонує учасникам побороти свої страхи в прямому ефірі. Згідно ресурсу Internet Movie Database було знято кілька епізодів. У своїй біографії «Hollywood Monster». Инглунд називає кілька основних причин, чому проект був закритий, не встигнувши початися: проблеми з бюджетом, схожість з шоу «Фактор страху» і складний процес підбору учасників.

### Комікси
За кілька десятиліть було випущено безліч коміксів, опублікованих такими великими комікс-видавництвами, як «Marvel». Події, показані в більшості серій, не рахуються канонічними, так як сюжети були придумані без участі сценаристів і авторів кіносеріалу. Крім того, більшість подій є суперечливими.
Наприклад, історія розповідається в першій комікс-серії «Freddy Krueger's A Nightmare On Elm Street» видавництва Marvel Comics: в 1947 році дитина була усиновлена подружжям Странк, але прожив в їхньому будинку менше 24 годин, так як в будинок забралися грабіжники і вбили обох батьків — «здавалося, навіть у дитинстві Фредерік привертав насильство».

### Відеоігри
Фредді Крюгер з'являється в якості бійця, гостьового ліцензійного персонажа у грі Mortal Kombat IX, де володіє двома рукавицями замість однієї. В основному сюжеті не присутній, але має власне закінчення в режимі "Вежа", яке не є канонічним відносно всесвіту "Кошмару на вулиці В'язів".
Присутній у грі Dead by Daylight як ліцензований персонаж-вбивця разом з Квентіном Смітом в якості уцілілого. Доступний при купівлі через внутрішньоігровий магазин за преміум-валюту, або через придбання DLC "A Nightmare on Elm Street". Ця інкарнація заснована на історії з ремейку і, відповідно, персонажі у виконанні Джекі Ерла Гейлі.
Присутній у Інді-файтингу Terrordrome в якості бійця. 